# 三井物産馬尼拉分店長綁架事件
三井物産馬尼拉分店長綁架事件（三井物産マニラ支店長誘拐事件），為1986年（昭和61年）11月間，發生於菲律賓馬尼拉市的一宗日商三井物産海外分店幹部綁架勒索事件。

## 關聯條目
- GRINGO（日语：グリンゴ）：知名漫畫家手塚治虫所繪製漫畫作品，作品內有以此時事事件為範本改編成相關內容。